# Phân biệt chủng tộc ở Bắc Triều Tiên
Phân biệt chủng tộc ở Bắc Triều Tiên là khái niệm mà chính phủ và giới truyền thông Cộng hòa Dân chủ Nhân dân Triều Tiên sử dụng dựa trên chủng tộc thuộc chủ nghĩa dân tộc Triều Tiên như "dòng máu thuần chủng" được mô tả là phân biệt chủng tộc.
Một truyện ngắn kinh điển của Bắc Triều Tiên nhan đề "Sói" (hay "Sói Rừng",승냥이, 1951) do Han Sorya chấp bút, cũng từng được mô tả là phân biệt chủng tộc. Theo tài liệu từ hồ sơ của Hungary, một nhà ngoại giao Cuba đến thăm Bình Nhưỡng vào năm 1965 nhằm cố gắng chụp ảnh tàn tích vụ ném bom trong Chiến tranh Triều Tiên đã bị đám đông đánh đập vì là người da đen, ngay sau đó lãnh tụ Kim Nhật Thành đành phải xin lỗi vị này. Năm 2014, truyền thông nhà nước Bắc Triều Tiên đã đăng tải một bài phát biểu phân biệt chủng tộc nhắm vào Tổng thống Mỹ Barack Obama khi họ so sánh ông với một "con khỉ".